# 国鉄シム2000形貨車
国鉄シム2000形貨車（こくてつシム2000がたかしゃ）は、1963年（昭和38年）に日本車輌製造本店で30両（シム2000 - シム2029）が製造された、ダイハツ工業が所有する私有貨車である。車籍は、日本国有鉄道（国鉄）に編入された。製造当初は、大物車に類別されていたが、1965年（昭和40年）12月1日の称号規程改正により新設された車運車に類別変更のうえ、クム2000形（クム2000 - クム2029）に改称された。

## 背景
前年にトヨタ自動車販売が所有するシム1000形が試作されたのに続き、自動車（新車）の輸送を鉄道輸送に移転する試みとして製造された。シム1000形の反省点を生かした設計が行われている。ダイハツ工業の池田工場では、その頃年間1万台ほどの自動車生産のうち、約500台のみが鉄道輸送であった。

## 設計
開発はシム1000形と同じく日本車輌製造が行い、これに所有者であるダイハツと輸送を担当する国鉄、日本通運が協力した。輸送対象はハイゼットとコンパーノである。
全長は9,650 mm、全幅は2,470 mm、全高は1,690 mmで、自重は8.0 t、荷重は15 tであった。ワラ1形有蓋車をベースとした台枠や二段リンク式などを採用した二軸車であった。なお荷重については、自動車輸送貨車はその実荷重に比べて輸送コストが大きいことから、シム2000形については実際の荷重は約3.5 tしかないのに対して、貨物運賃計算上の値として15 tと定められているものである。1966年（昭和41年）に運賃計算方法の改定が行われてシム2000形については12 tで計算されることになり、標記荷重は実荷重とも運賃計算荷重とも対応しないものとなった。これはシム1000形、シム3000形でも同様であった。
シム1000形がクレーンを利用した煩雑な荷役方法であったことの反省から、荷役方法が改善された。台枠上にターンテーブルや固定式テーブル、折りたたみテーブルを搭載しており、その上に自動車が自走して乗車するようになっていた。積み込み作業は15分で完了する。このテーブルは台枠と緩衝ゴムで接続されていて、列車運行時の衝撃が自動車に伝わりにくくなっていた。ハイゼットの場合は横向き（枕木方向）に並べて6台を搭載し、コンパーノの場合は縦向き（線路方向）に4台を搭載する構造で、ハイゼット3台とコンパーノ2台の混載も可能であった。ターンテーブルはコンパーノの輸送時にのみ使用する。輸送時には緊締金具により、自動車の後輪2箇所と前輪中央部1箇所を固定する構造になっていた。このテーブルの改造により、自動車のモデルチェンジへの対応も容易であるとされた。

## 運用
福知山線川西池田駅を常備駅として運行が行われていた。おおむね北陸・東北方面を目的地とし、月に5回から6回ほどの運行が行われた。試作のみに留まったクム1000形と異なり、こちらは一応の成功作であると評価されている。
1966年（昭和41年）9月に北伊丹駅に専用線と積み込み施設が完成して常備駅が変更となったが、10月から汎用のク5000形を利用した輸送が開始されたために補助的な使用になった。自動車のモデルチェンジに対応した緊締金具の改造を計3回行っているが、この費用が問題となって1970年（昭和45年）6月に使用をいったん中止された。
1972年（昭和47年）にダイハツ工業前橋工場と西宮工場の間で生産調整のためにフェローマックスとハイゼットバンの交換輸送が必要となり、ク5000形では対応できなかったことから、本形式を改造して対処する構想となった。実際にクム2004に対して国鉄鷹取工場で試験改造が行われ、台枠上のテーブルを全て撤去して代わりに鋼材を組んだタイヤガイドにより自動車5台を横向きに搭載できるようにした。この結果を受けて一旦は残りの車両全ての改造が決定した。しかし、福知山線の複線化計画のために北伊丹駅の専用線契約が解除されることになってしまったため、1975年（昭和50年）にこの改造計画はキャンセルされた。1977年（昭和52年）に形式消滅となっている。